# Maria Grimaldi (zm. 1599)
Marie Grimaldi, z domu Landi, dama Monako (zm. 19 stycznia 1599) – dama Monako jako żona seniora Herkulesa I od 15 grudnia 1595 do 19 stycznia 1599.
Maria była córką Carlo Landi, spokrewniona była z królami Portugalii i Aragonii. 15 grudnia 1595 roku poślubiła seniora Monako, Herkulesa I Grimaldi. 29 września 1596 narodziło się pierwsze dziecko pary, córka Joanna Grimaldi, która w 1615 została żoną hrabiego Trivulzio. 24 grudnia 1597 urodził się ich pierwszy syn i następca tronu, Honoriusz II Grimaldi, który przeszedł potem do historii jako pierwszy w dziejach książę Monako. Dama Maria zmarła 19 stycznia 1599 podczas porodu swojej drugiej córki, Marii Klaudii Grimaldi. Dziewczyna została potem karmelitanką w Genui.
Jej mąż, senior Herkules zaczął prowadzić rozwiązłe życie, uwodząc kolejne, nawet zamężne, mieszkanki Monako. Doczekał się jeszcze przynajmniej jednej nieślubnej córki. Został zamordowany w 1604 roku, a tron przejął Honoriusz II.